# Куртово Конаре
Куртово Конаре е село в Южна България. То се намира в община Стамболийски, област Пловдив.

## География
В близост до село Куртово Конаре се намира река Въча, както и река Стара река. На север землището на селото граничи с това на Стамболийски, на юг с Кричим, на изток с Перущица и на запад със село Ново село. Селото лежи на равнина в подножието на Родопите, на 17 km югозападно от Пловдив.

## История
Траките са едни от най-старите обитатели на нашата страна – от 1500 г. пр.н.е. до около 500 г. след нея. Били многобройни племена, често враждуващи по между си и затова не могли да образуват силна и трайна държава. Между многото тракийски племена бесите, наричани още сатри, населявали западната половина на Тракия, между Стара планина и Родопите, по течението на р. Въча и Бесапарските ридове, точно по тези места, където се намира сега Куртово Конаре.
По исторически източници, селото е образувано през 1760 г. от сливането на двете съставни села – Куртово и Конаре. За първи път името на село Курт се споменава в турски документ от 1576 г. – регистър за облагане с натурален данък на овцевъдите. Споменати са имената на Ябан Неделчо и Димитър Мавроди с по около 30 овце.
Според много старо предание на баира в местността „Средният кутел“ имало селище от 7 – 8 къщи (една малка махала). В тази местност били намерени основи и следи от стари жилища. В по-ново време, при различни случайни разкопки и при обработване на тази местност са открити различни по големина кюпове, един от които висок 180 см и с дебелина 3 – 4 см. Той бил ползван за хамбар и е запазен до 1960 г. През 1978 г. войници, работещи на каменната кариера, при изкопаване на яма открили голям кюп със сиво-пепелив цвят. При старанието си да го извадят, го счупили. В този глинен съд Никола Р. Донев намерил бронзова монета и каменна бойна топка. Монетата е от времето на император Комод, управлявал през 176 – 192 г. от н. е., и е колониална. Съхранява се в Археологическия музей в гр. Пловдив. На дъното на някои от кюповете са намерени въглени и две костици с размери 16 см и 6 см.
През 1938 г. при земеделски работи до могила в местността Динката е намерена оброчна плоча на бог Митра Тавроктон (Mithras, Mithrakult, Mehrayini), древноарийски и древноирански бог. Плочата е датирана към 3-ти век и е с размери 34 на 46 см. Съхранява се в Археологическия музей в гр. Пловдив. Бог Митра е бог на правото и съюзите, самата дума на фарси означава договор, приятел. Съществува от преди ерата на зороастризма. Става популярен сред войниците на Римската империя, воюващи с Персия от 1-ви до 3-ти век. Заминавали 16 – 17 годишни момчета, връщали се мъже по на 30 г., те носели със себе си оброчни плочи на бог Митра. За вярна служба Рим ги награждавал с доживотни поземлени владения в Тракия. Това обяснява и честото намиране на оброчни плочи с образа на Митра в Горнотракийската низина.	
По сведения от „Кратките изследвания за бившия град Драговец“, селището Курт се е намирало в района на този древен тракийски град. Най-голямата част на града била разположена по тези места – Куртово, Селище и Стара Пастуша. „Куртово преди години било село от 20 – 30 къщи, а днес е нивя, през които, заради напояването на оризищата, има няколко прокопани канала (вади), в бреговете на които се намират основи на дебели и правени с вар зидове. Намират се също и много дебели водопроводи и железни топчести прозорци, съвсем ръждясали и гнили. И в Селище има дири (следи) от развалини....“.
През 1848 г. е построена църквата „Св. Атанас“, а три години по-късно се открива килийно училище – стая построена в черковният двор. Първият учител е даскал Панталей Павлов от Копривщица. Докато е учител в селото, подарява на черквата книгата „Постен триод“ с посвещение: „Да се знае кога е седял учителят Панталей Павлов в Конарето на лято 1865 г. Априлий 27, родом от Копривщица“. С доброволен труд на населението на мястото на килийното училище през 1880 г. е построено училището „Св. св. Кирил и Методий“ – на два етажа, с осем класни стаи и една учителска стая, с красиво стълбище. То е едно от първите училища в този район. Първите учители в новото училище са Георги Нинков (роден 1858 г. в с.Гулина баня, Разложко, завършил Американският колеж в Самоков), Димитър Попов (местен учител) и др. През 1898 г. учителка е Мария Дебелянова, сестра на поета Димчо Дебелянов.
Куртово Конаре е прочуто със земеделието си. От двете страни на главната улица до 1975 г. е имало вада с чиста вода, от която хората са напоявали дворовете и градините си. Този главен канал е имал отклонения почти за всички улици.
В землището на Куртово Конаре се намира двореца „Кричим“ – едно от любимите места на Цар Борис III и неговото семейство. През 1937 г. царица Йоанна дарява на селото първата селска детска градина. През 1937 г. е открита железопътната гара по линията Пловдив – Пещера.
С още много неща може да се похвали селото и едно от тях е неговият духовен център – Читалище ”Любен Каравелов”. То е основано на 28 септември 1897 г. по инициатива на Димитър Царев, Христо Добрев, Симеон Попов, Георги Нинков и Димитър Попов.

## Културни и природни забележителности
Читалище „Любен Каравелов“ е основано от родолюбиви жители на селото на 28 септември 1897 г. Дейността му започва с изнасяне на сказки, театрални представления и раздаване на книги. Сегашната сграда на читалището е открита на 27 декември 1959 г. Днес то е център на духовния живот в селото и развива богата дейност.
През 2003 г. в читалището е създаден и Интернет център, спомагащ за информационното обслужване на местната общност и предлагащ различни информационни и административни услуги както и курсове. Той е един от 25-те центъра изградени по Проект „Читалища“ с подкрепата на ПРООН, Министерство на културата, ААМР и Програма „Матра“ на ХП.

## Редовни събития
Съборният празник на селото е 2 май (Св. Цар Борис – Михаил Покръстител), но по-стария църковен календар е Св. Атанасий Велики, чието име носи местният църковен храм.
Другите празници, които тържествено се празнуват, са:
- Богоявление (Йордановден) – изваждането на кръста от водите на река Въча
- Тодоровден – провежда се традиционно надбягване с коне (кушии)

### Фестивал
„Куртово Конаре Фест“ – фестивал на чушката, домата, традиционните храни и занаяти, превърнал се в едно от най-значимите събития в региона. Провежда се ежегодно от 2009 г. през втория уикенд на месец септември. Посещаемостта с всяка изминала година се увеличава, като освен гости от цяла България, идват и чуждестранни любители на местния бит и занаят. Любителите на домашно приготвена лютеница, както и много традиционни специалитети и качествени продукти могат да си купят от местните производители. Музикални сцени с фолклорна и съвременна рок, джаз и блус музика, арт работилници, пленер по живопис и фотография, изложби, забавляват гостите и събуждат духа и самочувствието на местните. Раздават се награди в различни категории-за най-голям домат, най-голям пипер, най-красива кукла, изработена от царевична шума(занаят, с огромна популярност в селото, признат за нематериално културно наследство от Юнеско), най-вкусни домашни консерви от зеленчуци, най-вкусни традиционни ястия. Запазената марка на фестивала обаче е конкурса „Царица на лютеницата“. В него имат право да участват само производители от Куртово Конаре, а условието е да предоставят само ситносмляна традиционна лютеница, която се дегустира и оценява от опитно жури. Целта и тенденцията на фестивала е да се подкрепя местният поминък, за да могат да се запазят и местните, вече изчезващи за съжаление сортове, защото сортовото разнообразие показва нашата обща памет и история, а създаденият собствен облик и формат на събитието съчетава традиционното и съвременното изкуство в едно.

## Местни сортове
В Куртово Конаре в началото на ХХ век е имало над 100 стари местни сорта плодове и зеленчуци. След колективизацията и насилственото вливане в ТКЗС, интересът към старите местни сортове спада и някои от тях са загубени безвъзвратно, а други са оцелели като наследствени, т.е в малки количества са отглеждани от различни семейства в дворните градини. Така са запазени и до днес и могат да се възродят за идните поколения. Някои от тези сортове носят името на селото.

## Етимология
- „Курт“ на турски език означава „вълк“
- „Конаре“ са коняри – хора, отглеждащи коне

## Спорт
Преэ 1959 г. футболният отбор на Куртово Конаре става републикански селски шампион. Финалът на първенството се играе на стадиона в село Мало Конаре срещу отбора на село Койнаре – Плевенско, и по думите на по-старите хора почти цялото население на Куртово Конаре е било на мача. Победата с 2:1 е извоювана с гол в последните секунди.